# Edward the Great
Edward the Great – trzeci album kompilacyjny brytyjskiej grupy heavymetalowej Iron Maiden. Miał stanowić wprowadzenie do muzyki grupy dla nowych fanów. Zabrakło więc na nim ekskluzywnych i rzadkich materiałów. Nie spotkał się z ciepłym przyjęciem brak piosenek z dwóch pierwszych płyt zespołu (Iron Maiden i Killers).
W 2005 w Europie, Azji i Ameryce Południowej wydana została poprawiona edycja albumu z nieco odmienną listą utworów. Równolegle w Ameryce Północnej na rynek muzyczny wprowadzony został album The Essential Iron Maiden. Poprawiona edycja zawiera kilka piosenek z płyty Dance of Death oraz inną wersję piosenki "Fear of the Dark". Dodano także piosenkę "Brave New World" z albumu o tej samej nazwie. Broszurka dodana do poprawionej edycji zawiera przedmowę Roda Smallwooda – menedżera Iron Maiden, podczas gdy oryginalną wersję opatrzył komentarzem założyciel i lider grupy – Steve Harris.

## Lista utworów

### Edycja oryginalna (z 2002)
1. „Run to the Hills” – The Number of the Beast (Harris)
2. „The Number of the Beast” – The Number of the Beast (Harris)
3. „Flight of Icarus” – Piece of Mind (Smith, Dickinson)
4. „The Trooper” – Piece of Mind (Harris)
5. „2 Minutes to Midnight” – Powerslave (Smith, Dickinson)
6. „Wasted Years” – Somewhere in Time (Smith)
7. „Can I Play with Madness” – Seventh Son of a Seventh Son (Smith, Harris, Dickinson)
8. „The Evil That Men Do” – Seventh Son of a Seventh Son (Smith, Harris, Dickinson)
9. „The Clairvoyant”* – Seventh Son of a Seventh Son (Harris)
10. „Infinite Dreams”* – Seventh Son of a Seventh Son (Harris)
11. „Holy Smoke”* – No Prayer for the Dying (Harris, Dickinson)
12. „Bring Your Daughter...To the Slaughter” – No Prayer for the Dying (Dickinson)
13. „Man on the Edge” – The X Factor (Gers, Bayley)
14. „Futureal” – Virtual XI (Harris, Bayley)
15. „The Wicker Man” – Brave New World (Smith, Harris, Dickinson)
16. „Fear of the Dark”* – Rock in Rio (Harris)

- Gwiazdką (*) oznaczono piosenki, których nie zamieszczono w reedycji

### Edycja poprawiona (z 2005)
1. „Run to the Hills” – The Number of the Beast (Harris)
2. „The Number of the Beast” – The Number of the Beast (Harris)
3. „The Trooper” – Piece of Mind (Harris)
4. „Flight of Icarus” – Piece of Mind (Smith, Dickinson)
5. „2 Minutes to Midnight” – Powerslave (Smith, Dickinson)
6. „Wasted Years” – Somewhere in Time (Smith)
7. „Can I Play with Madness” – Seventh Son of a Seventh Son (Smith, Harris, Dickinson)
8. „The Evil That Men Do” – Seventh Son of a Seventh Son (Smith, Harris, Dickinson)
9. „Bring Your Daughter...To the Slaughter” – No Prayer for the Dying (Dickinson)
10. „Man on the Edge” – The X Factor (Gers, Bayley)
11. „Futureal” – Virtual XI (Harris, Bayley)
12. „The Wicker Man” – Brave New World (Smith, Harris, Dickinson)
13. „Brave New World”* – Brave New World (Murray, Harris, Dickinson)
14. „Wildest Dreams”* – Dance of Death (Smith, Harris)
15. „Rainmaker”* – Dance of Death (Murray, Harris, Dickinson)
16. „Fear of the Dark”* – Death on the Road (Harris)

- Gwiazdką (*) oznaczono piosenki, które dodano w reedycji